# 中国サッカー・スーパーリーグ
中国足球協会超級リーグ（中国語: 中国足球协会超级联赛、略称：中超、CSL）は、中華人民共和国（中国）におけるプロサッカーの最上位リーグである。

## 歴史

### 前史
プロリーグが始まる前の旧国内リーグ・中国選手権は1951年に始まり、文化大革命の影響による一時中断（1966年から1972年まで）をはさんで、プロリーグの始まる前年の1993年まで行なわれた。ステート・アマの選手で構成された各省の選抜チームが10数の地方代表の座を争った後、各都市持ち回りの全中国スポーツ選手権大会の開催地に集まってリーグ戦を行ない、毎年のチャンピオンを決めていた。

### プロリーグ開幕
1994年に中国サッカー協会（中国足球協会）が国内のサッカー競技レベルの向上を目指して設立された。2003年まで1部（甲A級）は15クラブ、2部（甲B級）は12クラブだったが、更なる試合質の向上を目指して2004年からそれぞれクラブ数を12と15に変更。1部を「中国超級」、2部を「中国甲級」と改めて再スタートした。その後、スーパーリーグのクラブ数を2005年は14、2006年は16に拡大した。
試合はホーム・アンド・アウェーの2回総当りである。リーグの外国人枠は最大7人で、内1人はアジア枠である。なお、ACL出場時には外国人枠は4人（内1人はアジア枠）となる。また、2013年からは全チームのユニフォーム・サプライヤーが全てナイキに統一された。
中国国内のビッグクラブである広州恒大は、2013年と2015年に2度のアジア王者に輝いている。一方で中国代表チームは低迷し、オリンピックやFIFAワールドカップとも予選敗退が続いている。しかしAFCアジアカップ2015ではグループステージ敗退が有力視されていたが、ベスト8の成績で健闘した。リーグの上位2クラブは、翌年のAFCチャンピオンズリーグのグループステージ出場権が、3位クラブには同リーグプレーオフ出場権が与えられる。

### スター選手が参戦
2010年代は豊富な資金力によって有力選手を相次いで獲得しており、2016年にはブラジル代表のラミレス（江蘇蘇寧）やコロンビア代表のフレディ・グアリン（上海申花）、コートジボワール代表のジェルヴィーニョ（河北華夏幸福）、アルゼンチン代表のエセキエル・ラベッシ（河北華夏幸福）などといった選手が移籍している。
2016-17年の冬季の移籍市場では、リーグ総計で史上最高となる3億8,800万ユーロに達した。一方で、リーグ側はクラブの獲得競争に歯止めをかけるために、同時にピッチに立てる外国人選手の上限を4人から3人に削減する新規則を導入した。また、2017年6月に新たな規定を発表。移籍金が国外の選手では4500万元以上、国内の選手では2000万元以上となる場合、その同額を中国サッカー発展ファンドに支払わなければならなくなり、実質2倍の移籍金が必要となった。
2021年からはサラリーキャップを導入。年俸上限が国内選手は500万元、U-21選手は30万元となり、国内選手の平均給与は300万元以下としなければならない。また、外国人選手の年俸上限は300万ユーロとなった。
2022シーズンには、かつてAFCチャンピオンズリーグ（ACL）を2度制覇し、国内リーグでは7連覇を達成した中国屈指の名門クラブである広州FC（広州恒大）が、2部リーグへと降格した。要因とされているのはクラブのオーナーである恒大グループの経営破綻であり、チームはそこから急降下した。過去10年にわたって巨額の資金を投じてきたが、その結果として財政難に陥った。2025年にはチーム解散となり、リーグから姿を消した。

### チーム名中性化政策
中国サッカー協会は、プロサッカークラブの名称を「中性化」する方針を採用することにした。この政策は、2020年11月25日に開催された中国サッカー・スーパーリーグ投資家会議および同年12月14日に開催された中国サッカー協会のプロリーグ専門ガバナンス会議で明確化され、クラブ名称には以下の条件が求められることとした。中国サッカー協会は国際基準との整合性を目指しつつ、クラブの地域性やアイデンティティの強化を目指している。
1. 商業的性質を持つ名称（株主、関連会社、支配者の名称やブランド名を含む）は不可。
2. 非漢字の使用は不可。
3. 類似または近似する漢字の組み合わせは不可。

2021年シーズン以降、これらの基準を満たさないクラブには登録手続きが許可されないとされた。
特に、スーパーリーグ、甲級リーグ、乙級リーグのチームに厳格に遵守が求められた。その後様々な議論が噴出し、紆余曲折を経て、2024年1月3日に中国サッカー協会は、2024年から2028年のシーズンにおいては、暫定的にクラブが所属チームにスポンサー名を冠することを許可した。但し同一スポンサー（またはその上位株主やオーナーの名称など）による命名は禁止された。

## 所属クラブ
2025シーズン
| クラブ名   | ホームタウン | ホームスタジアム                               | 収容人数 |
| ---------- | ------------ | ---------------------------------------------- | -------- |
| 山東泰山   | 済南市       | 済南オリンピック・スポーツセンター             | 56,808   |
| 青島海牛   | 青島市       | 青春足球場                                     | 50,000   |
| 長春亜泰   | 長春市       | 長春体育場                                     | 38,500   |
| 北京国安   | 北京市       | 北京工人体育場                                 | 68,000   |
| 深圳新鵬城 | 深圳市       | 深圳スポーツセンター                           | 44,050   |
| 上海海港   | 上海市       | 浦東足球場                                     | 37,000   |
| 上海申花   | 上海市       | 上海体育場                                     | 72,000   |
| 河南FC     | 鄭州市       | 鄭州航海体育場                                 | 29,860   |
| 天津津門虎 | 天津市       | 天津オリンピック・スポーツセンター・スタジアム | 54,696   |
| 武漢三鎮   | 武漢市       | 漢口文化体育中心                               | 20,000   |
| 梅州客家   | 梅州市       | 五華奥林匹克体育中心                           | 27,000   |
| 浙江FC     | 杭州市       | 黄龍スポーツセンター                           | 52,672   |
| 成都蓉城   | 成都市       | 鳳凰山体育公園専用足球場                       | 57,087   |
| 青島西海岸 | 青島市       | 西海岸大学都市スタジアム                       | 20,000   |
| 雲南玉昆   | 玉渓市       | 玉渓高原スポーツアスレチックセンター           | 22,000   |
| 大連英博   | 大連市       | 大連梭魚湾サッカー場                           | 63,677   |

### 過去の所属クラブ
| クラブ名     | 在籍年数                           | 備考                                             |
| ------------ | ---------------------------------- | ------------------------------------------------ |
| 広州城       | 2004-2010年,2012-2022年            | 2023年解散                                       |
| 武漢長江     | 2013年,2019年-2022年               | 2023年解散                                       |
| 河北         | 2016年-2022年                      | 2023年解散                                       |
| 青島         | 2020年-2021年                      | 甲級降格が決まり、脱退                           |
| 重慶両江競技 | 1994年-2022年                      | 2022年解散                                       |
| 江蘇FC       | 2009年-2020年                      | 2021年解散                                       |
| 北京人和     | 2002年-2015年,2018年-2019年        | 2021年解散                                       |
| 天津天海     | 2017年-2019年                      | 2020年解散                                       |
| 貴州恒豊     | 2017年-2018年                      | 2022年解散                                       |
| 延辺富徳     | 2016年-2017年                      | 2019年解散                                       |
| 遼寧宏運     | 2004年-2008年,2010年-2017年        | 2020年解散                                       |
| 上海申鑫     | 2010年-2015年                      | 2020年解散                                       |
| 紹興柯橋越甲 | 2014年                             | 2022年解散                                       |
| 大連実徳     | 2004年-2012年                      | 2012年シーズン終了後、解散                       |
| 成都天誠     | 2008年-2009年,2011年               | 2015年解散                                       |
| 武漢光谷     | 2005年-2008年                      | 2008年シーズン途中で脱退、消失                   |
| 厦門藍獅     | 2006年-2007年                      | 2007年シーズン終了後、解散                       |
| 上海聯城     | 2005年-2006年                      | 上海申花と合併                                   |
| 四川冠城     | 2004年-2005年                      | 2006年解散                                       |
| 深圳FC       | 1996年,1998年-2011年,2019年-2023年 | 甲級降格が決まり、脱退 2024年解散                |
| 大連人       | 2012年-2014年,2018年-2023年        | 甲級降格が決まり、脱退 2024年解散                |
| 南通支雲     | 2023年-2024年                      | 甲級降格が決まり、脱退                           |
| 滄州雄獅     | 2019年-2024年                      | 2024年シーズン後、債務超過のため脱退、2025年解散 |

## 大会形式
2004年以降の超級は「1ステージ制」である。また、超級リーグはシーズンの開幕時期を2004年から現在まで、「春秋シーズン制」（3月頃開幕、同年11月頃閉幕）を採用している。

### 開催日時
- 基本的に開催期間内の毎週末（土曜日または日曜日）に開催される。
- AFCチャンピオンズリーグ（ACL）に参加するクラブについては、ACLの試合がおおむね火曜日または水曜日に開催されることから、試合日・移動日との間隔を考慮して当該クラブの試合を平日に延期することがある。
- 中国代表の強化を優先させる観点から、中国代表の出場する国際試合（FIFAワールドカップ・AFCアジアカップの本選・予選）あるいはU-23中国代表が出場する国際試合（オリンピック・アジア競技大会）が行われる期間はリーグ戦が長期中断される。

### 試合方式
- 16チームによる2回戦総当りのホーム&アウェイ方式による1シーズン（通年制・30試合）の成績で順位を決定する。
- 勝ち点は勝ち3点、引き分けは双方に1点、負け0点。最終的に勝ち点の多いチームが優勝。同点の場合、勝点が等しいチーム同士の対戦成績（当該チーム間の勝点・当該チーム間の得失点差・当該チーム間の得点数）・得失点差・得点数・規律得点の順で決める。
- 原則として、下位2チーム（15-16位）が自動的に降格し、翌年は甲級所属となる。
- 2020シーズンは新型コロナウイルス感染拡大の影響により、8チームずつ2つのグループに分かれて予選を行い、各グループ上位4チーム計8チームが優勝を争う決勝トーナメントに、下位4チーム計8チームが降格を争う残留プレーオフに進む形で開催された。

試合方式の変遷
| 年度  | 試合方式              |
| ----- | --------------------- |
| 2004- | 2回戦総当り、引き分け |

## 歴代優勝クラブ
| 年度                         | 優勝               | 2位          | 3位            | クラブ数 |
| ---------------------------- | ------------------ | ------------ | -------------- | -------- |
| 甲Aリーグ（セミプロ時代）    |                    |              |                |          |
| 1987                         | 遼寧足球隊         | 天津海鴎     | 上海足球隊     |          |
| 1988                         | 遼寧足球隊         | 山東足球隊   | 上海足球隊     |          |
| 1989                         | 中国代表Bチーム    | 遼寧足球隊   | 上海足球隊     |          |
| 1990                         | 遼寧足球隊         | 八一足球隊   | 大連足球隊     |          |
| 1991                         | 遼寧足球隊         | 上海足球隊   | 北京足球隊     |          |
| 1992                         | 遼寧足球隊         | 広州足球隊   | 大連足球隊     |          |
| 1993                         | 遼寧宏運足球倶楽部 | 広州太陽神   | 北京国安       |          |
| 甲Aリーグ（プロ時代）        |                    |              |                |          |
| 1994                         | 大連万達           | 広州太陽神   | 上海申花       |          |
| 1995                         | 上海申花           | 北京国安     | 大連万達       |          |
| 1996                         | 大連万達           | 上海申花     | 八一足球隊     |          |
| 1997                         | 大連万達           | 上海申花     | 北京国安       |          |
| 1998                         | 大連万達           | 上海申花     | 北京国安       |          |
| 1999                         | 山東魯能泰山       | 遼寧撫順雙菱 | 四川全興郎酒   |          |
| 2000                         | 大連実徳           | 上海申花     | 四川全興水井坊 |          |
| 2001                         | 大連実徳           | 上海申花托普 | 遼寧撫順特鋼   |          |
| 2002                         | 大連実徳           | 深圳平安     | 北京国安       |          |
| 2003                         | 上海申花SVA文広    | 上海国際     | 大連実徳       |          |
| 中国サッカー・スーパーリーグ |                    |              |                |          |
| 2004                         | 深圳健力宝         | 山東魯能泰山 | 上海国際       | 12       |
| 2005                         | 大連実徳           | 上海申花     | 山東魯能泰山   | 14       |
| 2006                         | 山東魯能泰山       | 上海申花     | 北京国安       | 15       |
| 2007                         | 長春亜泰           | 北京国安     | 山東魯能泰山   | 15       |
| 2008                         | 山東魯能泰山       | 上海申花     | 北京国安       | 16       |
| 2009                         | 北京国安           | 長春亜泰     | 河南建業       | 16       |
| 2010                         | 山東魯能泰山       | 天津泰達     | 上海申花       | 16       |
| 2011                         | 広州恒大           | 北京国安     | 遼寧宏運       | 16       |
| 2012                         | 広州恒大           | 江蘇舜天     | 北京国安       | 16       |
| 2013                         | 広州恒大           | 山東魯能泰山 | 北京国安       | 16       |
| 2014                         | 広州恒大           | 北京国安     | 広州富力       | 16       |
| 2015                         | 広州恒大淘宝       | 上海上港     | 山東魯能泰山   | 16       |
| 2016                         | 広州恒大淘宝       | 江蘇蘇寧     | 上海上港       | 16       |
| 2017                         | 広州恒大淘宝       | 上海上港     | 天津権健       | 16       |
| 2018                         | 上海上港           | 広州恒大淘宝 | 山東魯能泰山   | 16       |
| 2019                         | 広州恒大淘宝       | 北京国安     | 上海上港       | 16       |
| 2020                         | 江蘇蘇寧           | 広州恒大淘宝 | 北京国安       | 16       |
| 2021                         | 山東泰山           | 上海海港     | 広州FC         | 16       |
| 2022                         | 武漢三鎮           | 山東泰山     | 浙江FC         | 18       |
| 2023                         | 上海海港           | 山東泰山     | 浙江FC         | 16       |
| 2024                         | 上海海港           | 上海申花     | 成都蓉城       | 16       |

## クラブ別優勝回数
| クラブ名 | 回数 | 優勝年度                                |
| -------- | ---- | --------------------------------------- |
| 広州FC   | 8    | 2011,2012,2013,2014,2015,2016,2017,2019 |
| 山東泰山 | 4    | 2006,2008,2010,2021                     |
| 上海海港 | 3    | 2018,2023,2024                          |
| 深圳FC   | 1    | 2004                                    |
| 大連実徳 | 1    | 2005                                    |
| 長春亜泰 | 1    | 2007                                    |
| 北京国安 | 1    | 2009                                    |
| 江蘇FC   | 1    | 2020                                    |
| 武漢三鎮 | 1    | 2022                                    |

## 表彰

### 最優秀選手賞
| 年度 | 選手名                   | 所属クラブ   | 国籍               |
| ---- | ------------------------ | ------------ | ------------------ |
| 2004 | 肇俊哲                   | 遼寧中誉     | 中華人民共和国の旗 |
| 2005 | ブランコ・イェリッチ     | 北京国安     | セルビアの旗       |
| 2006 | 鄭智                     | 山東魯能泰山 | 中華人民共和国の旗 |
| 2007 | 杜震宇                   | 長春亜泰     | 中華人民共和国の旗 |
| 2008 | エミール・マルティネス   | 上海申花     | ホンジュラスの旗   |
| 2009 | サミュエル・カバレロ     | 長春亜泰     | ホンジュラスの旗   |
| 2010 | ドゥヴィエル・リアスコス | 上海申花     | コロンビアの旗     |
| 2011 | ムリキ                   | 広州恒大     | ブラジルの旗       |
| 2012 | クリスティアン・ダナラケ | 江蘇舜天     | ルーマニアの旗     |
| 2013 | ダリオ・コンカ           | 広州恒大     | アルゼンチンの旗   |
| 2014 | エウケソン               | 広州恒大     | ブラジルの旗       |
| 2015 | リカルド・グラール       | 広州恒大淘宝 | ブラジルの旗       |
| 2016 | リカルド・グラール       | 広州恒大淘宝 | ブラジルの旗       |
| 2017 | エラン・ザハヴィ         | 広州富力     | イスラエルの旗     |
| 2018 | 武磊                     | 上海上港     | 中華人民共和国の旗 |
| 2019 | パウリーニョ             | 広州恒大淘宝 | ブラジルの旗       |
| 2020 | 呉曦                     | 江蘇蘇寧     | 中華人民共和国の旗 |

### 得点王
| 年度 | 選手名                   | 所属クラブ        | 得点 | 国籍                 |
| ---- | ------------------------ | ----------------- | ---- | -------------------- |
| 2004 | クワメ・アイェウ         | 上海国際          | 17   | ガーナの旗           |
| 2005 | ブランコ・イェリッチ     | 北京国安          | 21   | セルビアの旗         |
| 2006 | 李金羽                   | 山東魯能泰山      | 26   | 中華人民共和国の旗   |
| 2007 | 李金羽                   | 山東魯能泰山      | 15   | 中華人民共和国の旗   |
| 2008 | エベル・ルイス           | 天津泰達          | 14   | ブラジルの旗         |
| 2009 | エルナン・バルコス       | 深圳亜旅/上海申花 | 17   | アルゼンチンの旗     |
| 2009 | ルイス・ラミレス         | 広州恒大          | 17   | ホンジュラスの旗     |
| 2010 | ドゥヴィエル・リアスコス | 上海申花          | 20   | コロンビアの旗       |
| 2011 | ムリキ                   | 広州恒大          | 16   | ブラジルの旗         |
| 2012 | クリスティアン・ダナラケ | 江蘇舜天          | 23   | ルーマニアの旗       |
| 2013 | エウケソン               | 広州恒大          | 24   | ブラジルの旗         |
| 2014 | エウケソン               | 広州恒大          | 28   | ブラジルの旗         |
| 2015 | アロイージオ             | 山東魯能泰山      | 22   | ブラジルの旗         |
| 2016 | リカルド・グラール       | 広州恒大淘宝      | 19   | ブラジルの旗         |
| 2017 | エラン・ザハヴィ         | 広州富力          | 27   | イスラエルの旗       |
| 2018 | 武磊                     | 上海上港          | 27   | 中華人民共和国の旗   |
| 2019 | エラン・ザハヴィ         | 広州富力          | 29   | イスラエルの旗       |
| 2020 | セドリック・バカンブ     | 北京中赫国安      | 14   | コンゴ民主共和国の旗 |
| 2021 | ジュニオール・ネグラン   | 長春亜泰          | 14   | ブラジルの旗         |
| 2022 | マルコン                 | 武漢三鎮          | 27   | ブラジルの旗         |
| 2023 | レオ                     | 山東泰山          | 26   | ブラジルの旗         |
| 2024 | 武磊                     | 上海上港          | 32   | 中華人民共和国の旗   |

### 中国人得点王
| 年度 | 選手名 | 所属クラブ   | 得点 | 国籍               |
| ---- | ------ | ------------ | ---- | ------------------ |
| 2011 | 于漢超 | 遼寧宏運     | 12   | 中華人民共和国の旗 |
| 2012 | 王永珀 | 山東魯能     | 10   | 中華人民共和国の旗 |
| 2013 | 武磊   | 上海東亜     | 15   | 中華人民共和国の旗 |
| 2014 | 武磊   | 上海東亜     | 12   | 中華人民共和国の旗 |
| 2015 | 武磊   | 上海上港     | 14   | 中華人民共和国の旗 |
| 2016 | 武磊   | 上海上港     | 14   | 中華人民共和国の旗 |
| 2017 | 武磊   | 上海上港     | 20   | 中華人民共和国の旗 |
| 2018 | 武磊   | 上海上港     | 27   | 中華人民共和国の旗 |
| 2019 | 韋世豪 | 広州恒大淘宝 | 11   | 中華人民共和国の旗 |
| 2020 | 韋世豪 | 広州恒大淘宝 | 11   | 中華人民共和国の旗 |
| 2021 | 艾克森 | 広州         | 11   | 中華人民共和国の旗 |
| 2022 | 張玉寧 | 北京国安     | 19   | 中華人民共和国の旗 |

### ベストイレブン
| 年   | GK     | DF                                    | MF                                              | FW                                             |
| ---- | ------ | ------------------------------------- | ----------------------------------------------- | ---------------------------------------------- |
| 2012 | 鄧小飛 | 孫祥 杜威 ディーノ・ジュルビッチ 鄭錚 | 于漢超 ダリオ・コンカ 鄭智 王永珀               | クリスティアン・ダナラケ 郜林                  |
| 2013 | 曾誠   | 張琳芃 徐雲龍 金英權 鄭錚             | 鄭智 張稀哲 王永珀 ダリオ・コンカ               | エウケソン ムリキ                              |
| 2014 | 王大雷 | 張琳芃 徐雲龍 金英權 鄭錚             | 鄭智 張稀哲 ジョヴァンニ・モレノ ダヴィ         | エウケソン 武磊                                |
| 2015 | 曾誠   | 張琳芃 金英權 馮瀟霆 徐雲龍           | 鄭智 黄博文 呉曦 ダリオ・コンカ                 | リカルド・グラール 武磊                        |
| 2016 | 曾誠   | 張琳芃 金英權 馮瀟霆 姜至鵬           | パウリーニョ 武磊 呉曦 リカルド・グラール       | 郜林 デンバ・バ                                |
| 2017 | 顔駿凌 | 王燊超 黄政宇 馮瀟霆 姜至鵬           | 武磊 蒿俊閔 エラン・ザハヴィ リカルド・グラール | フッキ 郜林                                    |
| 2018 | 顔駿凌 | 李学鵬 馮瀟霆 張琳芃 王彤             | 黄紫昌 パウリーニョ オスカル 金敬道             | 武磊 フッキ                                    |
| 2019 | 顔駿凌 | 唐淼 朱辰傑 李昂 李磊                 | 呉曦 パウリーニョ 蒿俊閔                        | エラン・ザハヴィ グラツィアーノ・ペッレ 楊立瑜 |

### 最優秀GK賞
| 年度 | 選手名 | 所属クラブ   | 国籍               |
| ---- | ------ | ------------ | ------------------ |
| 2012 | 鄧小飛 | 江蘇舜天     | 中華人民共和国の旗 |
| 2013 | 曾誠   | 広州恒大     | 中華人民共和国の旗 |
| 2014 | 王大雷 | 山東魯能     | 中華人民共和国の旗 |
| 2015 | 曾誠   | 広州恒大淘宝 | 中華人民共和国の旗 |
| 2016 | 曾誠   | 広州恒大淘宝 | 中華人民共和国の旗 |
| 2017 | 顔駿凌 | 上海上港     | 中華人民共和国の旗 |
| 2018 | 顔駿凌 | 上海上港     | 中華人民共和国の旗 |
| 2019 | 顔駿凌 | 上海上港     | 中華人民共和国の旗 |